# Beyonesu retsugan

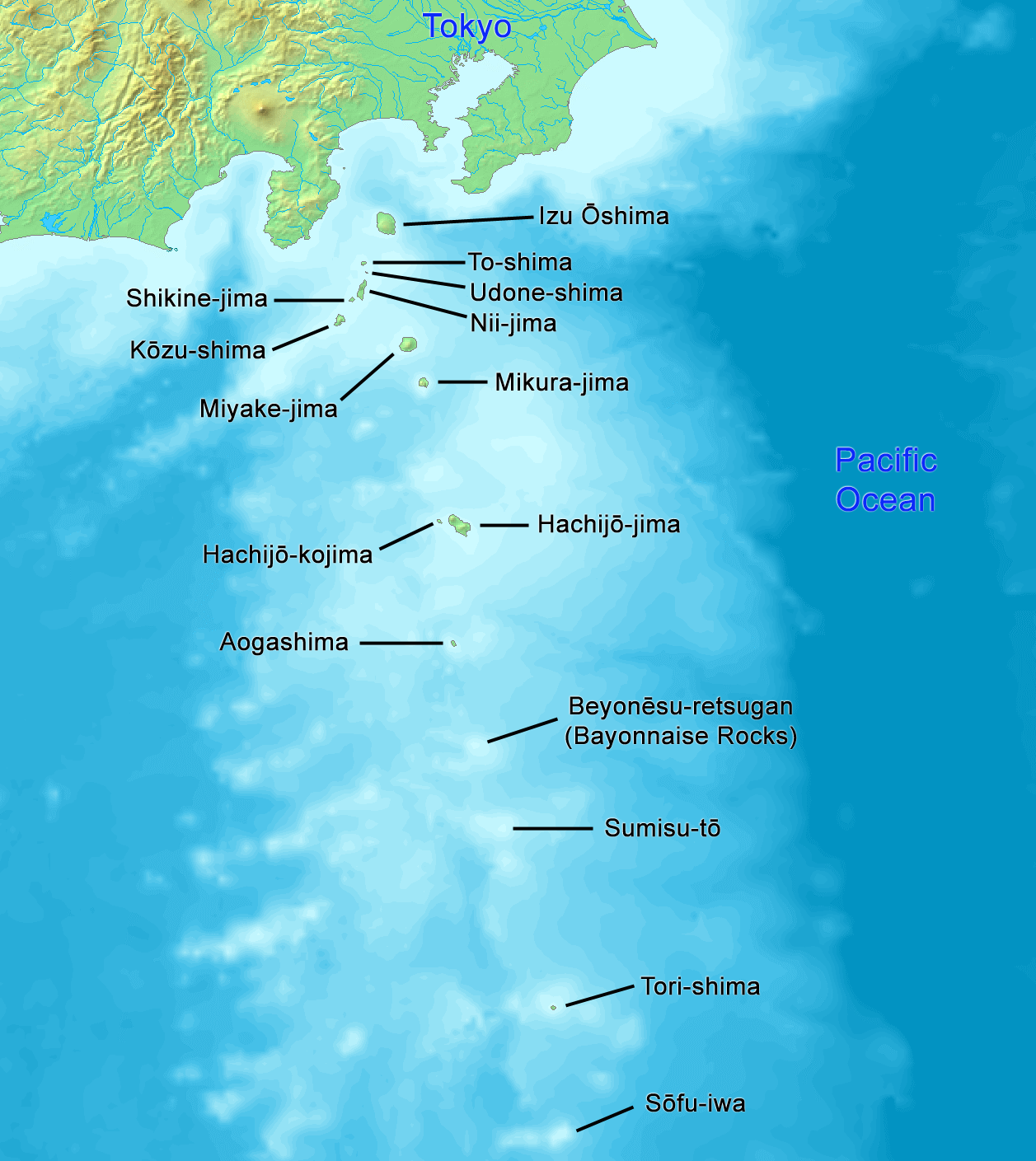
Izuöarna, Beyonesu retsugan i mitten

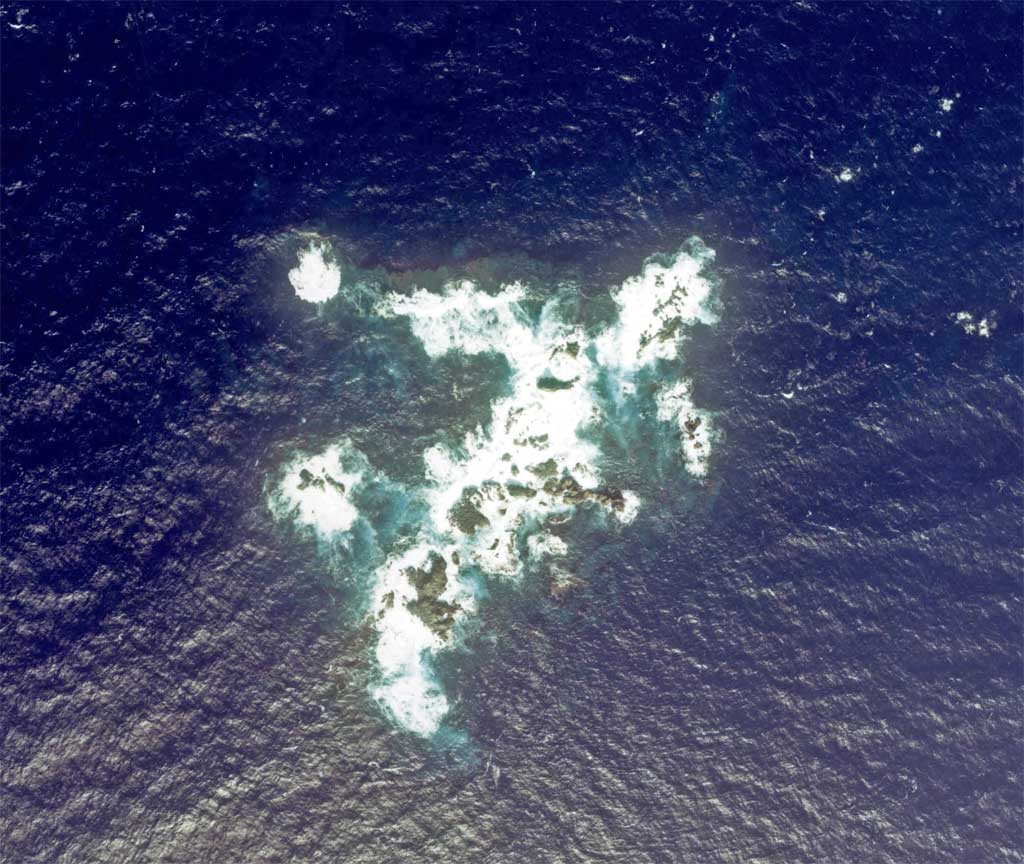
Beyonesu retsugan

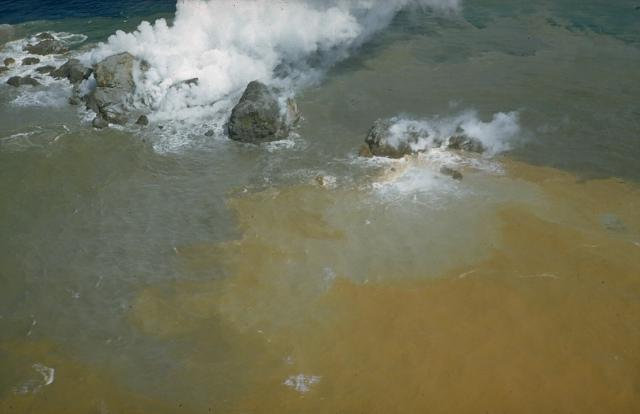
Myojin-Shos utbrott 1952

Beyonesu retsugan (japanska  (ベヨネース列岩?) Beyonēzu Retsugan, engelska Bayonnaise Rocks, "Bayonnaiseklipporna") är en grupp klippöar bland Izuöarna i nordvästra Stilla havet och tillhör Japan.

## Geografi
Beyonesu retsugan ligger cirka 450 kilometer söder om Tokyo och ca 330 km sydöst om huvudön Izu-Ōshima. 
Klippöarna är av vulkaniskt ursprung med en area på ca 0,01 km². Den högsta höjden är på endast cirka 11 m ö.h.  Klippöarna ligger på kanten på kitteln (den geologiska termen är caldera) av undervattenvulkanen Myojin-Sho (japanska 明神礁 Myōjin-shō). Området ingår i också i Fuji-Hakone-Izu nationalpark.
Förvaltningsmässigt är ögruppen en del i subprefekturen Hachijō-shichō som tillhör Tokyo prefekturen på huvudön Honshu. Såväl Hachijō-machi som Aogashima-mura kräver förvaltningsrätten över Beyonesu retsugan och de övriga obebodda småöarna Sumisutō-jima (Smithön), Tori-shima (Toriön) och Sofugan (Lot's Wife).

## Historia
Namnet härstammar från det franska krigsfartyget "Bayonnaise" vars besättning upptäckte klippöarna. 
I september 1952 började vulkanen Myojin-Shō med en serie utbrott som varade ända till oktober 1953  Vulkanen fick då sitt namn efter det japanska fiskefartyget "No.11 Myōjin-Maru" som befann sig i närheten och vars besättning blev de första vittnen till utbrotten. Ett kraftigt undervattenutbrott senare på året förstörde det japanska forskningsfartyget "No. 5 Kaiyo-Maru" och hela besättningen på 31 människor omkom.  Under dessa utbrott skapades flera nya klippöar i området.
1970 hade vulkanen sitt senaste utbrott. 